# Plasma-svemir
Plazmatična kozmologija je nestandardna kozmologija čiji je središnji postulat da dinamika ioniziranih plinova i plazme igra važne, ako ne i dominantne uloge u fizici svemira izvan Sunčevog sustava. Suprotno tome, trenutna zapažanja i modeli kosmologa i astrofizičara objašnjavaju formiranje, razvoj i evoluciju astronomskih tijela i velikih struktura u svemiru kao rezultat gravitacijskih sila (uključujući formulaciju gravitacijske sile u Einsteinovoj teoriji opće relativnosti ) i fizike bariona.
Neki teorijski pojmovi o kozmologiji plazme potječu od Hannesa Alfvéna, koji je provizorno predložio korištenje skaliranja plazme da bi se ekstrapolirali rezultati laboratorijskih eksperimenata i promatranja fizike plazme te ih skalirali u mnogim redovima veličina do najvećih promatranih objekata u svemiru (vidi okvir). 
Kozmolozi i astrofizičari koji su procjenjivali plazmatičnu kozmologiju odbacuju je jer se ne podudara s opažanjima astrofizičkih pojava kao i s trenutnom kosmološkom teorijom. Vrlo se malo radova koji podržavaju plazmatičnu kozmologiju pojavilo u literaturi od sredine 1990-ih. 
Termin plazma svemir ponekad se koristi kao sinonim za plazmatičnu kozmologiju, kao alternativni opis plazme u svemiru.

## Alfvén–Klein Kozmologija
U 1960-im je teoriju iza plazmatične kozmologije uveo Alfvén, stručnjak za plazme koji je 1970. dobio Nobelovu nagradu za fiziku za svoj rad na magnetohidrodinamici (MHD). Godine 1971., Oskar Klein, švedski teorijski fizičar, proširio je ranije prijedloge i razvio Alfvén-Kleinov model svemira, ili "metagalaksija", raniji termin koji se koristio za označavanje empirijski dostupnog dijela svemira, a ne za cijeli svemir koji uključuje dijelove izvan našeg horizonta čestica. U ovoj Alfvén-Klein kozmologiji, koja se ponekad naziva i Klein–Alfvénova kosmologija, svemir je sačinjen od jednakih količina materije i antimaterije, a granice između područja materije i antimaterije označene su kozmičkim elektromagnetskim poljima formiranim od dvoslojnih, tankih dijelova koji se sastoje od dva paralelna sloja sa suprotnim električnim nabojem. Interakcija između tih pograničnih područja stvorila bi zračenje i to bi tvorilo plazmu. Alfvén je uveo pojam ambiplazme za plazmu koja se sastoji od materije i antimaterije i tako su dvostruki slojevi formirani od ambiplazme. Prema Alfvénu, takva bi ambiplazma bila relativno dugotrajna, jer bi sastavne čestice i antičestice bile pregrijane i preniske gustoće da bi se međusobno brzo uništile. Dvostruki slojevi djelovat će na odbijanje oblaka suprotnog tipa, ali i na spajanje oblaka istog tipa, stvarajući sve veća područja materije i antimaterije. Ideja ambiplazme razvila se dalje u oblike teške ambiplazme (protoni-antiprotoni) i lagane ambiplazme (elektroni-pozitroni). 
Alfvéna-Kleina kozmlogija predložena je dijelom kako bi objasnila promatranu asimetriju barijona u svemiru, polazeći od početnog stanja točne simetrije između materije i antimaterije. Prema Alfvénu i Kleinu, ambiplazma bi prirodno oblikovala džepove materije i džepove antimaterije koji bi se širili prema van jer se uništavanje materije i antimaterije dogodilo u dvostrukom sloju na granicama. Zaključili su da se nekim slučajem desilo da živimo u jednom od džepova koji su uglavnom bili barioni, a ne antibarioni, objašnjavajući barionsku asimetriju. Džepovi ili mjehurići materije ili antimaterije proširili bi se zbog uništenja na granicama, što je Alfvén smatrao mogućim objašnjenjem za promatrano širenje svemira, što bi bilo samo lokalna faza mnogo veće povijesti. Alfvén je postulirao da svemir uvijek postoji zbog argumenata uzročnosti i odbacivanja ex nihilo modela, poput velikog praska, kao prikrivenog oblika kreacionizma. Alfvén je također predložio dvostruki sloj koji eksplodira, kao mogući mehanizam generiranja kozmičkih zraka, rendgenskih rafala i raspada gama zraka.
Godine 1993. teorijski kozmolog Jim Peebles kritizirao je Alfvén-Klein kozmologiju napisavši da "ne postoji način da rezultati budu u skladu s izotropijom kozmičkog mikrovalnog pozadinskog zračenja i rendgenskim pozadinama ". U svojoj je knjizi također pokazao da Alfvénovi modeli ne predviđaju Hubbleov zakon, obilje svjetlosnih elemenata ili postojanje pozadine kozmičke mikrovalne. Daljnja poteškoća s modelom ambiplazme je da uništavanje materije i antimaterije rezultira proizvodnjom visokoenergetskih fotona, koji se ne promatraju u predviđenim količinama. Iako je moguće da je lokalna ćelija s "dominacijom materije" jednostavno veća od svemira koji se može promatrati, ovaj se prijedlog ne podvrgava promatračkim testovima.

## Plazmatična kozmologija i proučavanje galaksija
Hannes Alfvén od 1960-ih do 1980-ih tvrdio je da je plazma igrala važnu, ako ne i dominantnu ulogu u svemiru, jer su elektromagnetske sile daleko važnije od gravitacije kada djeluju na međuplanetarne i međuzvjezdane nabijene čestice. Dalje je hipotezirao da oni mogu potaknuti stezanje međuzvjezdanih oblaka i mogu čak predstavljati glavni mehanizam za kontrakciju, pokretajući stvaranje zvijezda. Trenutačni standardni prikaz je da magnetska polja mogu spriječiti kolaps, da nisu primijećene velike struje Birkelanda i da se predviđa da je duljina skale za neutralnost naboja daleko manja od odgovarajuće kozmološke ljestvice.
U 1980-im i 1990-im, Alfvén i Anthony Peratt, fizičari plazme u Nacionalnom laboratoriju u Los Alamosu, iznijeli su program koji su nazvali "svemir plazme". U prijedlozima svemira plazme, različiti fenomeni fizike plazme bili su povezani s astrofizičkim opažanjima i korišteni su za objašnjenje postojećih misterija i problema koji su se pojavili u astrofizici u 1980-im i 1990-ima. Na raznim mjestima Peratt je profilirao ono što je okarakterizirao kao alternativno gledište glavnim modelima koji se primjenjuju u astrofizici i kozmologiji.
Na primjer, Peratt je predložio da glavni pristup galaktičkoj dinamici koji se oslanja na gravitacijsko modeliranje zvijezda i plina u galaksijama uz dodatak tamne materije previdio možda glavni doprinos fizike plazme. Spominje laboratorijske eksperimente Winstona H. Bosticka 1950-ih u kojima su bila stvorena pražnjenja plazme koji su izgledala kao galaksije. Perrat je izveo računalne simulacije sudaranja plazmatičnih oblaka za koje je izvijestio da su također oponašali oblik galaksija. Peratt je predložio da se galaksije formiraju zahvaljujući plazmatičnim vlaknima koje se spajaju u z-pinču, a vlakna su počela 300,000 svjetlosnih godina i nose Birkelandove struje od 1018 ampera. Peratt je također izvijestio o simulacijama koje je učinio pokazujući mlazeve materijala iz središnjeg baferskog područja koje je uspoređivao s kvazarima i aktivnim galaktičkim jezgrama koji se javljaju bez supermasivne crne rupe. Peratt je predložio slijed evolucije galaksije: "prijelaz dvostrukih radio-galaksija u radiokvazare te u radio-mirne QSO-ove u osebujne i Seyfertove galaksije, koji se konačno završavaju u spiralnim galaksijama". Također je izvijestio da su ravne krivulje rotacije galaksije simulirane bez tamne materije.   Istovremeno je Eric Lerner, neovisni istraživač plazme i zagovornik Perattovih ideja, predložio model plazme za kvazare temeljen na gustom fokusu na plazmu.

## Usporedba s glavnom astrofizikom
Standardno astronomsko modeliranje i teorije pokušavaju ugraditi svu poznatu fiziku u opise i objašnjenja opaženih pojava, pri čemu gravitacija ima dominantnu ulogu na najvećim mjerilima, kao i u nebeskoj mehanici i dinamici. U tu svrhu se i Keplerijeva orbita i Einsteinova opća teorija relativnosti općenito koriste kao temeljni okvir za modeliranje astrofizičkih sustava i formiranje struktura, dok se visokoenergetska astronomija i fizika čestica u kozmologiji dodatno pozivaju na elektromagnetske procese, uključujući fiziku plazme i radijacijski prijenos da bi objasniti relativno male energetske procese promatrane u rendgenskim i gama zracima. Zbog sveukupne neutralnosti naboja, fizika plazme nije dostatna za interakcije s velikim dugoročnim dosegom u astrofizici, čak i dok je veći dio materije u svemiru plazma. (Pogledajte astrofizičku plazmu za više.) 
Zagovornici kozmologije plazme tvrde da je elektrodinamika jednako važna kao i gravitacija u objašnjavanju strukture svemira, te nagađaju da daje alternativno objašnjenje za razvoj galaksija i početni kolaps međuzvjezdanih oblaka. Konkretno, plazmatična kozmologija tvrdi se da daje alternativno objašnjenje ravnih rotacijskih krivulja spiralnih galaksija i eliminira potrebu za tamnom materijom u galaksijama i potrebu za supermasiziranim crnim rupama u centrima galaksije kako bi se napajali kvazari i aktivne galaktičke jezgre. Međutim, teorijska analiza pokazuje da su "mnogi scenariji za stvaranje sjemenskih magnetskih polja, koji se oslanjaju na opstanak i održivost struja u ranim vremenima [svemira nisu favorizirane]", tj. struje Birkelanda potrebne veličine (1018 ampera preko skale megaparseka) za formiranje galaksija ne postoje. Pored toga, mnoga pitanja koja su bila tajanstvena u 1980-im i 1990-ima, uključujući odstupanja koja se odnose na kozmičku mikrovalnu pozadinu i prirodu kvazara, riješena su s više dokaza koji detaljno pružaju udaljenost i vremensku skalu svemira. 
Neka od mjesta na kojima se zagovornici plazmatične kozmologije najviše sukobljavaju sa standardnim objašnjenjima uključuju potrebu da njihovi modeli imaju proizvodnju svjetlosnih elemenata bez nukleosinteze velikog praska, za koju se pokazalo da u kontekstu kozmologije Alfvén-Klein prekomjerno proizvodi X- zrake i gama zrake nego promatrane. Zagovornici plazmatične kozmologije dali su daljnje prijedloge za objašnjenje obilja svjetlosnih elemenata, ali popratna pitanja nisu u potpunosti riješena. Eric Lerner je 1995-te objavio svoje alternativno objašnjenje kozmičkog mikrovalnog pozadinskog zračenja (CMB). Tvrdio je da je njegov model objasnio vjernost CMB spektra onom crnog tijela i nisku razinu pronađene anizotropije, iako razina izotropije u 1:105 nije navedena niti jednom od alternativnih modela. Uz to, WMAP i Planckov satelit su znatno poboljšali osjetljivost i razlučivost mjerenja CMB anizotropija i statistika signala bila je toliko u skladu s predviđanjima modela Big Bang da je CMB označen kao glavna potvrda modela Big Bang na štetu alternativa. Akustični vrhovi u ranom svemiru odgovaraju visokom preciznošću predviđanjima modela velikog praska, a do danas nikada se nije pokušalo objasniti detaljan spektar anizotropije u okviru plazmološke kozmologije ili bilo kojeg drugog alternativnog kozmološkog modela.